# Leucaspis carpodeti
Leucaspis carpodeti är en insektsart som beskrevs av Brittin 1937. Leucaspis carpodeti ingår i släktet Leucaspis och familjen pansarsköldlöss. Inga underarter finns listade i Catalogue of Life.